# Neuratelia femorata
Neuratelia femorata är en tvåvingeart som först beskrevs av Toyohi Okada 1937.  Neuratelia femorata ingår i släktet Neuratelia och familjen svampmyggor. Inga underarter finns listade i Catalogue of Life.